# María de la Paz Hernández Margalot
María de la Paz Hernández Margalot (castellà: Maripi Hernández)  (Buenos Aires, 1 de gener de 1977) coneguda amb el nom de Maripi Hernández, és una jugadora d'hoquei sobre herba argentina, guanyadora de tres medalles olímpiques.
És germana del jugador de rugbi Juan Martín Hernández.

## Carrera esportiva
Va participar, als 23 anys, en els Jocs Olímpics d'Estiu de 2000 realitzats a Sydney (Austràlia), on va aconseguir guanyar la medalla de plata en perdre la final davant l'equip australià d'hoquei herba. En els Jocs Olímpics d'Estiu de 2004 realitzats a Atenes (Grècia) aconseguí la medalla de bronze en guanyar a la final l'equip xinès, i en els Jocs Olímpics d'Estiu de 2008 realitzats a Pequín (República Popular de la Xina) revalidà aquest metall davant l'equip alemany.
Al llarg de la seva carrera ha guanyat quatre medalles en el Champions Trophy, dues d'elles d'or; una medalla d'or en el Mundial, així com dues medalles en els Jocs Panamericans.